# Więcbork (gemeente)
De gemeente Więcbork is een stad- en landgemeente in het Poolse woiwodschap Koejavië-Pommeren, in powiat Sępoleński.
De zetel van de gemeente is in Więcbork.
Op 30 juni 2004 telde de gemeente 13 047 inwoners.

## Oppervlakte gegevens
In 2002 bedroeg de totale oppervlakte van gemeente Więcbork 235,71 km², waarvan:
- agrarisch gebied: 61%
- bossen: 26%

De gemeente beslaat 29,8% van de totale oppervlakte van de powiat.

## Demografie
Stand op 30 juni 2004:
| Omschrijving                   | Totaal | Totaal | Vrouwen | Vrouwen | Mannen | Mannen |
| ------------------------------ | ------ | ------ | ------- | ------- | ------ | ------ |
| eenheid                        | aantal | %      | aantal  | %       | aantal | %      |
| inwoners                       | 13 047 | 100    | 6566    | 50,3    | 6481   | 49,7   |
| bevolkingsdichtheid (inw./km²) | 55,4   | 55,4   | 27,9    | 27,9    | 27,5   | 27,5   |

In 2002 bedroeg het gemiddelde inkomen per inwoner 1307,66 zł.

## Administratieve plaatsen (sołectwo)
Borzyszkowo, Czarmuń, Dalkowo, Frydrychowo, Górowatki, Jastrzębiec, Jeleń, Lubcza, Nowy Dwór, Pęperzyn, Puszcza, Runowo Krajeńskie, Suchorączek, Sypniewo, Śmiłowo, Witunia, Wymysłowo, Zabartowo, Zakrzewek, Zakrzewska Osada, Zgniłka.

## Overige plaatsen
Adamowo, Karolewo, Katarzyniec, Klarynowo, Młynki, Wilcze Jary.

## Aangrenzende gemeenten
Łobżenica, Mrocza, Sępólno Krajeńskie, Sośno, Zakrzewo, Złotów, Lipka